# Dr. Mabuse, der Spieler
Dr. Mabuse, der Spieler is een Duitse expressionistische film uit 1922 onder regie van Fritz Lang.

## Verhaal
In Berlijn tracht dokter Mabuse geld en macht te verwerven door misdaad en bedrog. Detective Norbert von Wenck wil hem tegenhouden.

## Rolverdeling
| Acteur                   | Personage        |
| ------------------------ | ---------------- |
| Rudolf Klein-Rogge       | Dr. Mabuse       |
| Aud Egede Nissen         | Cara Carozza     |
| Gertrude Welcker         | Gravin Dusy Told |
| Alfred Abel              | Graaf Told       |
| Bernhard Goetzke         | Norbert von Wenk |
| Paul Richter             | Edgar Hull       |
| Robert Forster-Larrinaga | Spoerri          |
| Hans Adalbert Schlettow  | Georg            |
| Georg John               | Pesch            |
| Julius Falkenstein       | Karsten          |